# 絲鰭突吻鱈
絲鰭突吻鱈，為輻鰭魚綱鱈形目鼠尾鱈科的其中一種，分布於印度太平洋區南非、塔斯馬尼亞、紐西蘭；西南大西洋福克蘭群島海域，屬深海底棲性魚類，深度900-1180公尺，體長可達37公分，棲息在底層水域，生活習性不明。

## 扩展阅读
維基物種上的相關：絲鰭突吻鱈